# Aralia bicrenata
Aralia bicrenata là một loài thực vật có hoa trong Họ Cuồng. Loài này được Wooton & Standl. mô tả khoa học đầu tiên năm 1913.